# The Best of Wilson Pickett
The Best of Wilson Pickett è un album raccolta di Wilson Pickett, pubblicato dalla Atlantic Records nell'ottobre del 1967.

## Tracce
Lato A
1. In the Midnight Hour – 2:30 (Wilson Pickett, Steve Cropper) – Tratto dall'album: In the Midnight Hour (1965)
2. I Found a Love – 2:25 (Wilson Pickett, Willie Schofield, Robert West) – Tratto dall'album: In the Midnight Hour (1965)
3. 634-5789 – 2:52 (Steve Cropper, Eddie Floyd) – Tratto dall'album: The Exciting Wilson Pickett (1966)
4. If You Need Me – 2:34 (Wilson Pickett, Robert Bateman, Sonny Sanders) – Tratto dall'album: It's Too Late (1963)
5. Mustang Sally – 3:04 (Bonny Rice) – Tratto dall'album: The Wicked Pickett (1966)
6. Don't Fight It – 2:30 (Wilson Pickett, Steve Cropper) – Tratto dall'album: In the Midnight Hour (1965)

Durata totale: 15:55
Lato B
1. Everybody Needs Somebody to Love – 2:16 (Bert Berns, Solomon Burke, Jerry Wexler) – Tratto dall'album: The Wicked Pickett (1966)
2. It's Too Late – 3:03 (Wilson Pickett) – Tratto dall'album: It's Too Late (1963)
3. Ninety-Nine and a Half (Won't Do) – 2:35 (Wilson Pickett, Steve Cropper) – Tratto dall'album: The Exciting Wilson Pickett (1966)
4. Funky Broadway – 2:33 (Lester Christian) – Tratto dall'album: The Sound of Wilson Pickett (1967)
5. Soul Dance Number Three – 2:38 (Wilson Pickett, Jerry Wexler) – Tratto dall'album: The Sound of Wilson Pickett (1967)
6. Land of 1000 Dances – 2:23 (Chris Kenner, Antoine (Fats) Domino) – Tratto dall'album: The Exciting Wilson Pickett (1966)

Durata totale: 15:28

## Formazione
In the Midnight Hour, Don't Fight It
- Wilson Pickett - voce
- Joe Hall - tastiera, pianoforte
- Steve Cropper - chitarra
- Donald Dunn - basso
- Al Jackson Jr. - batteria
- Wayne Jackson - tromba
- Charles Packy Axton - sassofono tenore
- Andrew Love - sassofono tenore
- Floyd Newman - sassofono baritono

I Found a Love
- Wilson Pickett - voce
- Robert Ward - chitarra
- Eddie Floyd, Ben Night, Mack Rice, Joe Stubbs - cori

634-5789, Ninety-Nine and a Half (Won't Do)
- Wilson Pickett - voce
- Isaac Hayes - tastiera, pianoforte
- Steve Cropper - chitarra
- Donald Dunn - basso
- Al Jackson Jr. - batteria
- Wayne Jackson - tromba
- Andrew Love - sassofono tenore
- Floyd Newman - sassofono baritono

Land of 1000 Dances
- Wislon Pickett - voce
- Spooner Oldham - tastiera, pianoforte
- Jimmy Johnson - chitarra
- Chips Moman - chitarra
- John Peck - chitarra
- Tommy Cogbill - basso
- Roger Hawkins - batteria
- Wayne Jackson - tromba
- Charlie Chalmers - sassofono tenore
- Andrew Love - sassofono tenore
- Floyd Newman - sassofono baritono

If You Need Me, It's Too Late
- Wilson Pickett - voce
- Sonny Sanders - conduttore musicale, arrangiamenti
- Teacho Wiltshire - conduttore musicale, arrangiamenti

Mustang Sally
- Wilson Pickett - voce
- Spooner Oldham - tastiera, pianoforte, organo
- Lincoln Chips Moman - chitarra solista
- Jimmy Johnson - chitarra ritmica
- Tommy Cogbill - basso
- Roger Hawkins - batteria
- Gene Miller - tromba
- Ed Logan - sassofono tenore
- Charles Chalmers - sassofono tenore
- Gil Caple - sassofono tenore

Everybody Needs Somebody to Love
- Wilson Pickett - voce
- Spooner Oldham - tastiera, pianoforte, organo
- Lincoln Chips Moman - chitarra solista
- Steve Cropper - chitarra ritmica
- Rodrigo Brito - basso
- Roger Hawkins - batteria
- Gene Miller - tromba
- Ed Logan - sassofono tenore
- Charles Chalmers - sassofono tenore
- Gil Caple - sassofono tenore

Funky Broadway, Soul Dance Number Three
- Wilson Pickett - voce
- Spooner Oldham - tastiera, pianoforte, organo
- Lincoln Chips Moman - chitarra
- Jimmy Johnson - chitarra
- Tommy Cogbill - basso
- Roger Hawkins - batteria
- Gene Miller - tromba
- Charles Chalmers - sassofono tenore
- Jimmy Mitchell - sassofono tenore
- Floyd Newman - sassofono baritono